# 周荆庭
周荆庭（1900年—1966年），实业家，中国文具制造业、科学仪器制造的先驱。浙江奉化人。

## 生平及创业
年少家贫辍学当学徒。1920年，到上海邬文记文具店工作，并在泰生洋行兼职推销糖精。1921年，创办志成商号，推销文具、糖精等产品。1924年，与人合资在武汉开设文记纸号，后又创立合兴文具社。
1927年，回上海与人合资创办合群自来水笔公司，任经理。1931年8月，合资创办华孚金笔厂，任厂长兼经理，生产合群、新民牌金笔。华孚金笔厂初拥有资本1.5万元，职工近20人，雇佣2个日本技师，有开槽、抛光、轧片、开缝等齐全设备，为中国第一家近代化自来水笔厂（钢笔）。1933年、1935年，华孚生产的金笔被列为最优等，获特等产品奖。1947年6月，周荆庭远赴美国考察制笔工艺技术，并引进先进设备。20世纪三四十年代，华孚金笔厂为中国最大制笔厂。
周荆庭还投资仪器制造业，设立上海科学仪器馆，任总经理，先后设分馆于汉口、昆明等地。周荆庭还投资上海建华银行，任银行董事长。
1950年，周荆庭捐巨款支持抗美援朝。1952年1月，华孚厂公私合营，周荆庭任技术副厂长。1956年，周荆庭加入民主建国会。1956年，当选为上海市普陀区人民代表。周荆庭曾历任普陀区第二、三、四届政协委员，并于1962年退休。
1966年8月25日，周荆庭于上海逝世。1966年10月，华孚笔厂改名为为英雄钢笔厂。